# Osa Berlín–Řím–Tokio

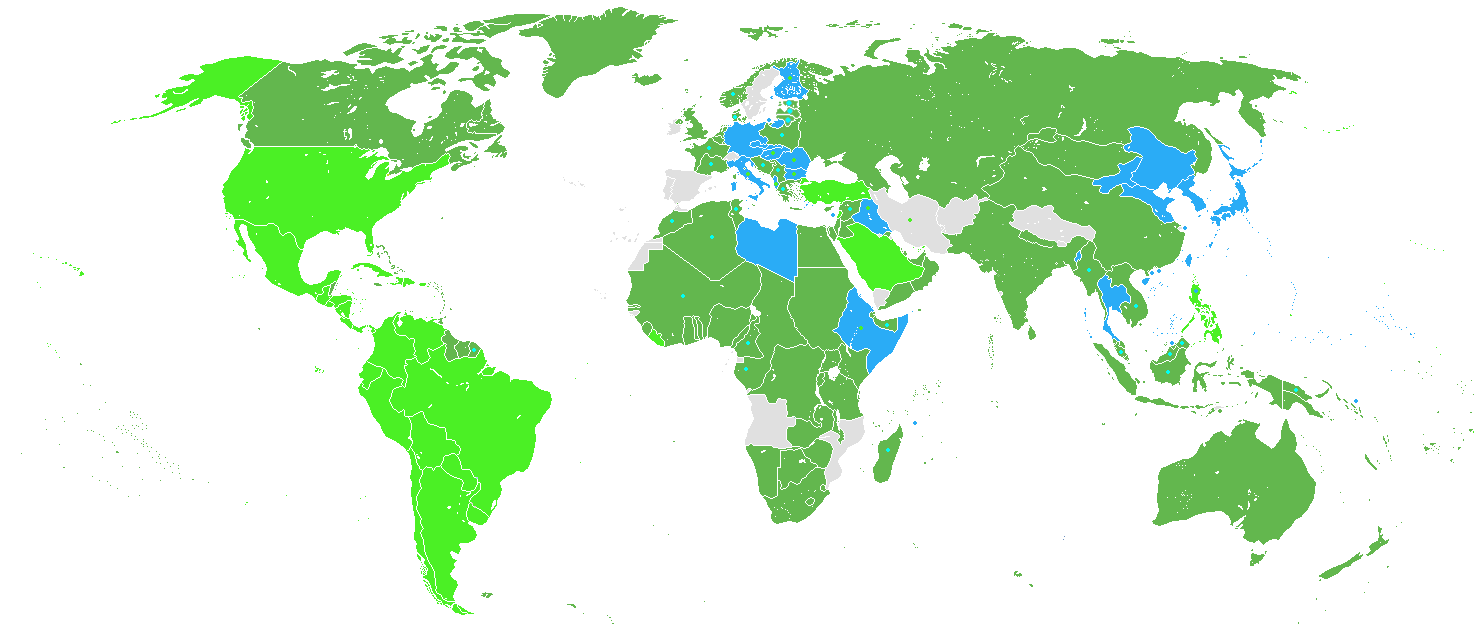
Státy Osy

Jako Osa Berlín–Řím, později Osa Berlín–Řím–Tokio, zkráceně Fašistická osa nebo jen Osa, se označovalo vojensko-politické uskupení nacistického Německa, Itálie a později Japonska. Toto spojenectví bylo ustanoveno německo-italskou smlouvou z října 1936, která určovala německé a italské sféry vlivu v Evropě. Na tuto základní smlouvu navázal tzv. Ocelový pakt z května 1939, ve kterém se oba spojenci dohodli na společném postupu v případě války v Evropě a na s tím související ekonomické a vojenské výpomoci.
Ještě v roce 1936 se k Ose přidalo Japonsko, které s Německem uzavřelo Pakt proti Kominterně (tj. spojenectví namířené proti Komunistické internacionále a potažmo proti Sovětskému svazu).
Dne 27. září 1940 byl v Berlíně v rámci Osy uzavřen Pakt tří, který potvrzoval spojenectví fašistického režimu v Itálii, nacistického v Německu a militaristického v Japonsku. K Paktu tří se poté připojily německé satelity bojující na straně Osy, například Maďarsko.

## Státy Paktu tří a jejich spojenci a satelity

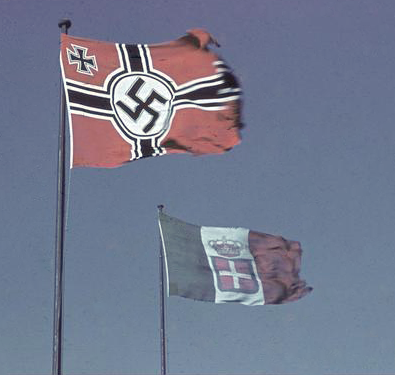
Vlajky Třetí říše a Itálie

- Německo
- Japonsko
- Itálie
- Slovensko (1940–1945)
- Rumunsko (1940–1944)
- Chorvatsko (1941–1945)
- Maďarské království (1940–1944)
- Bulharsko (1941–1944)
- Království Jugoslávie (25. března 1941 – 27. března 1941)

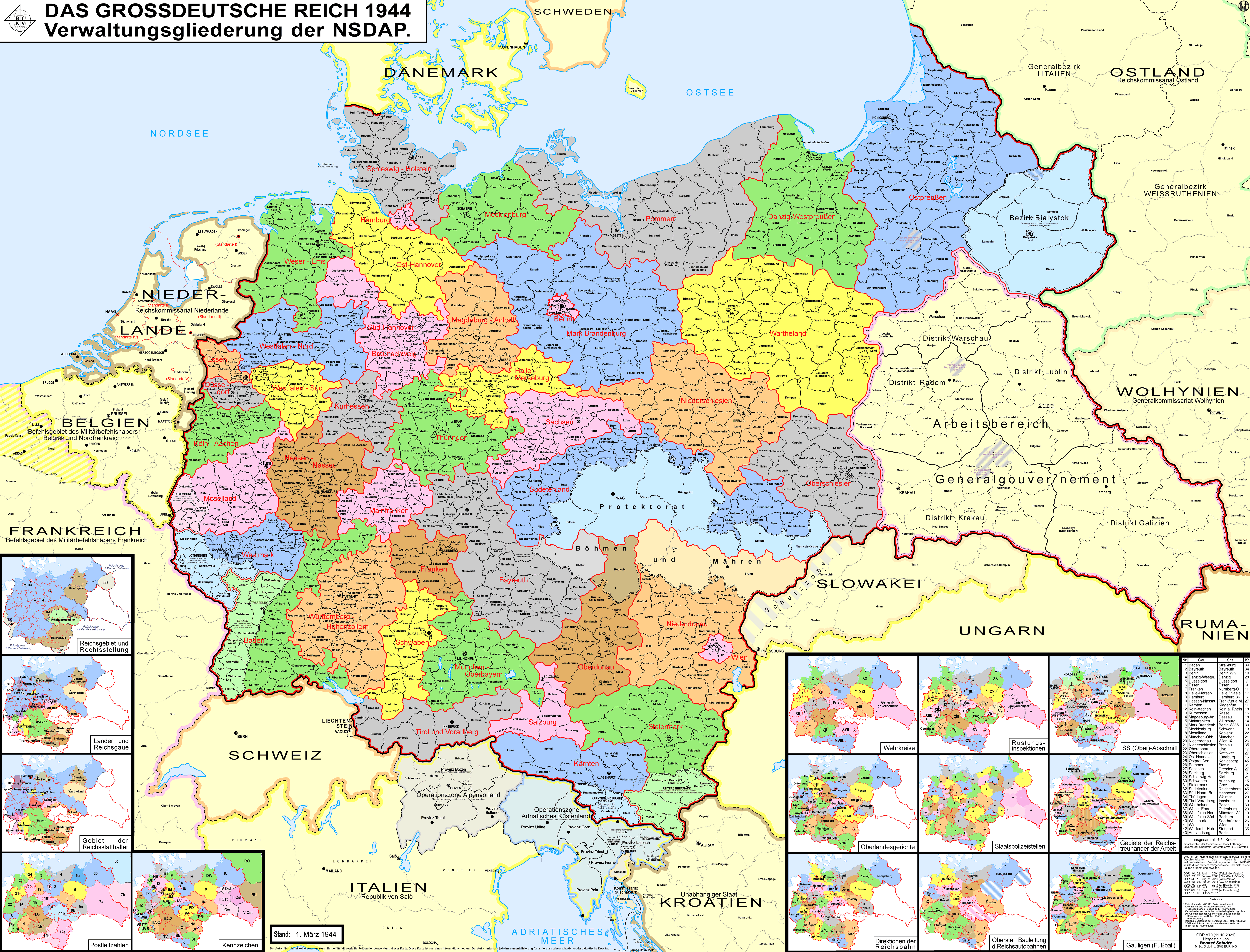
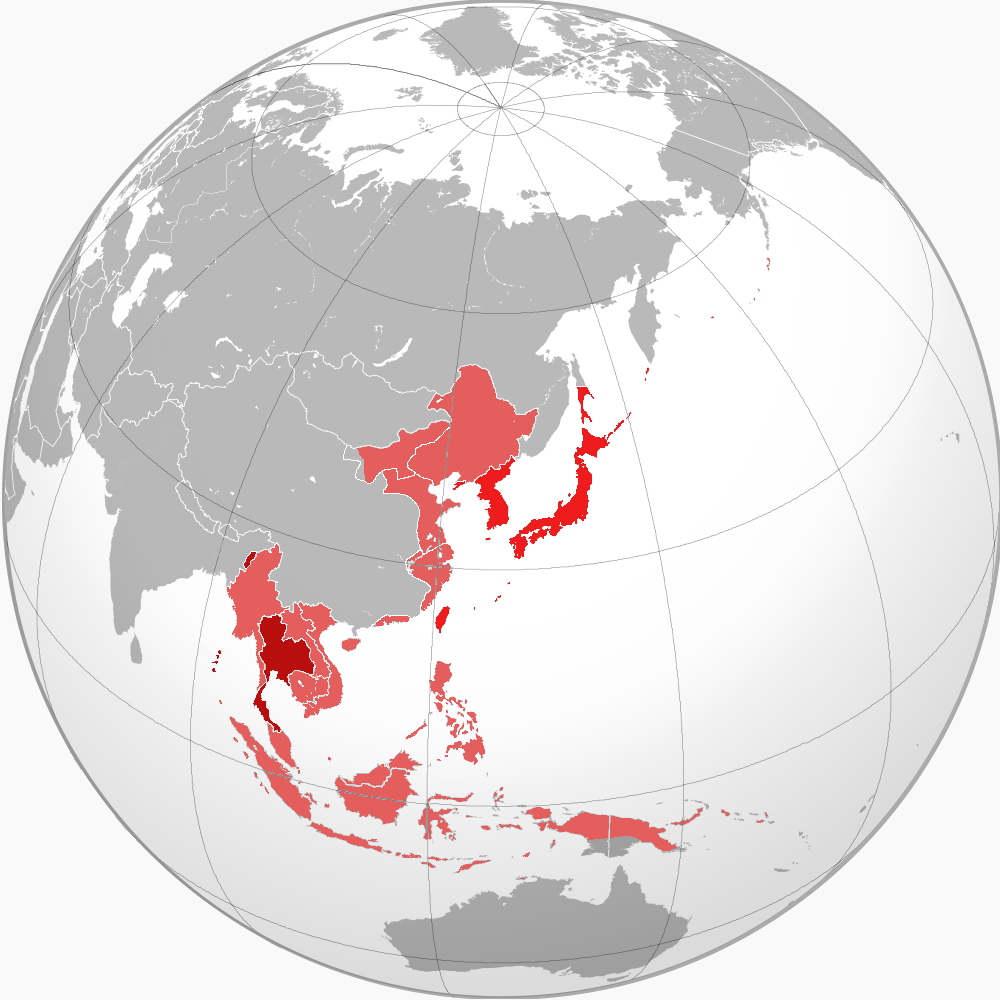
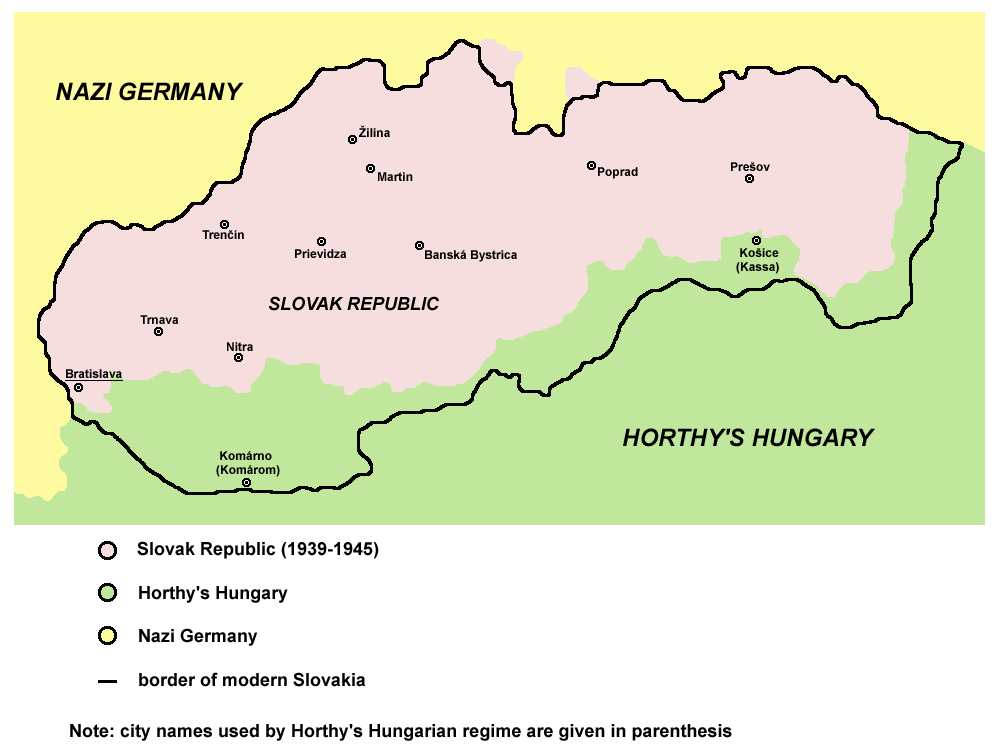
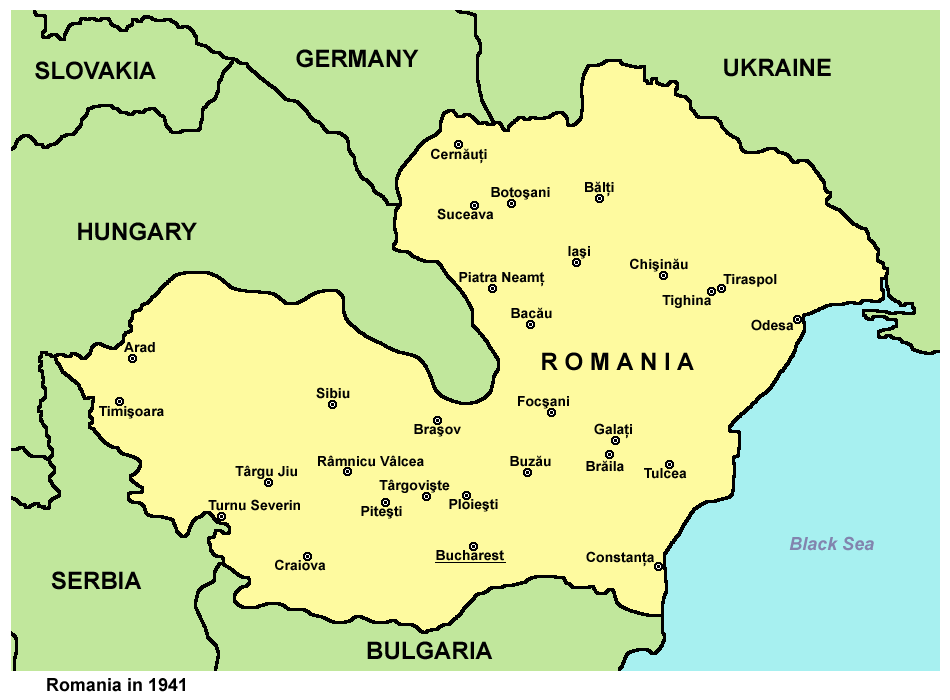
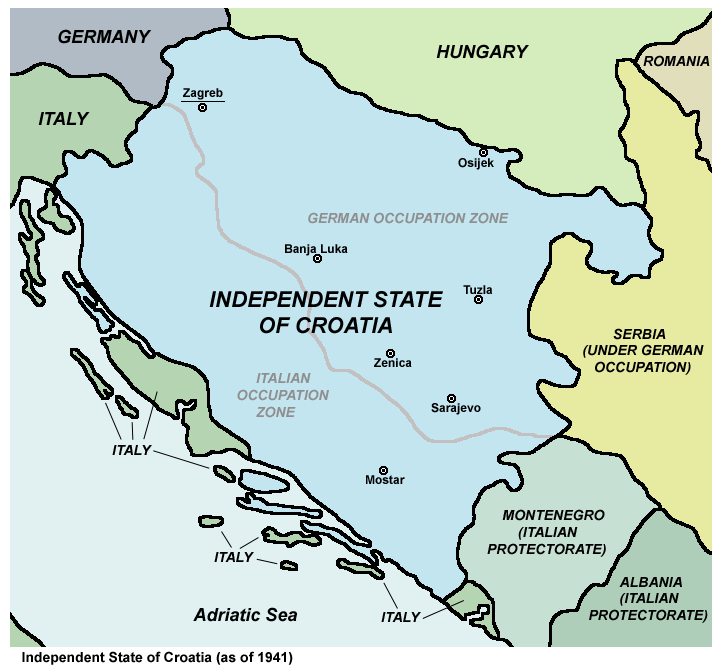
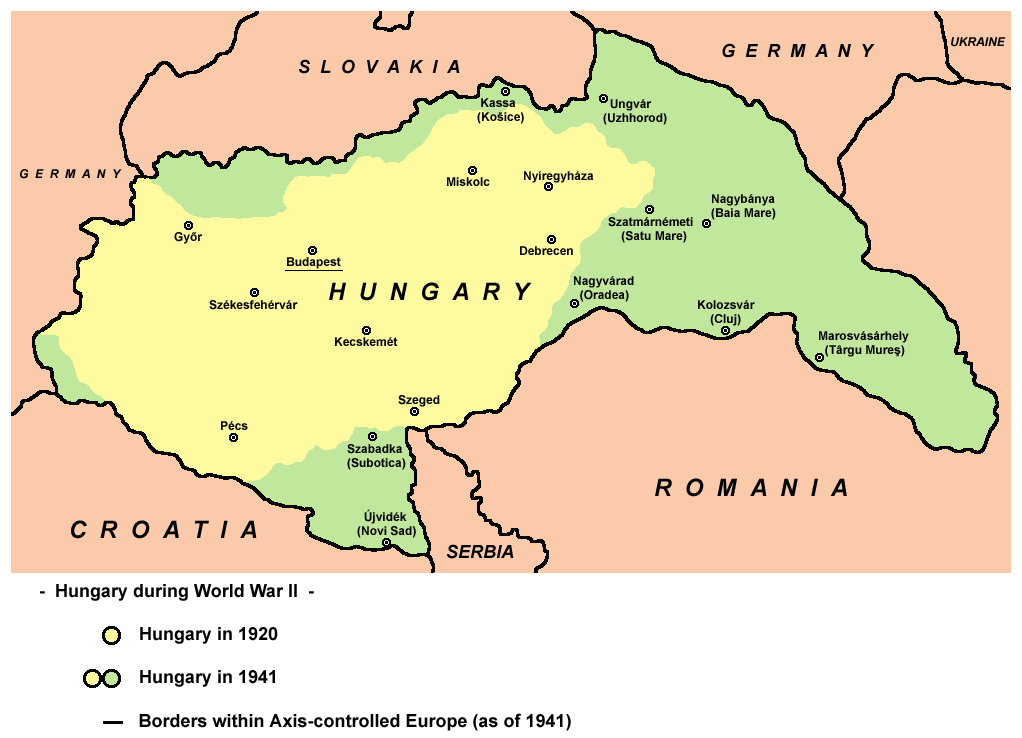
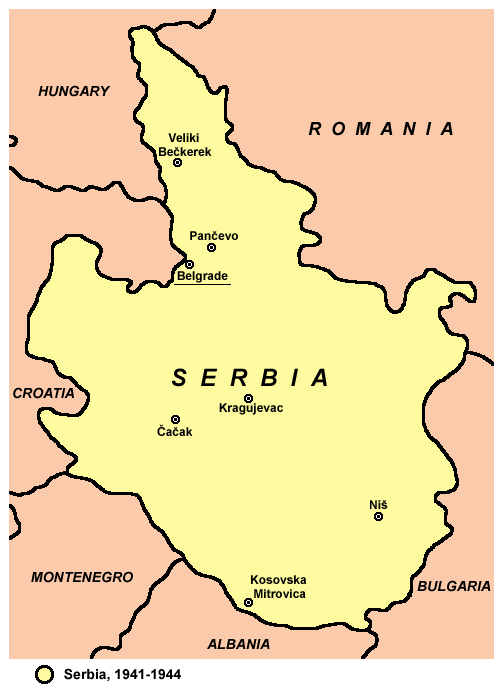
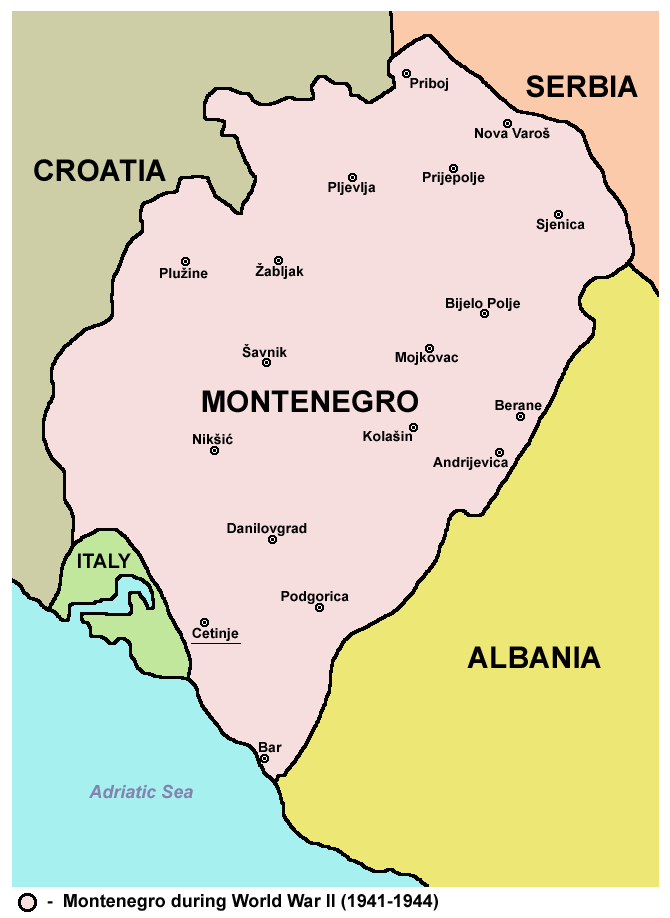

## Státy Paktu proti Kominterně a jejich spojenci a satelity
- Německo (od 1936)
- Itálie (od 1937)
- Japonsko (od 1936)
- Čínská republika (od 1941)

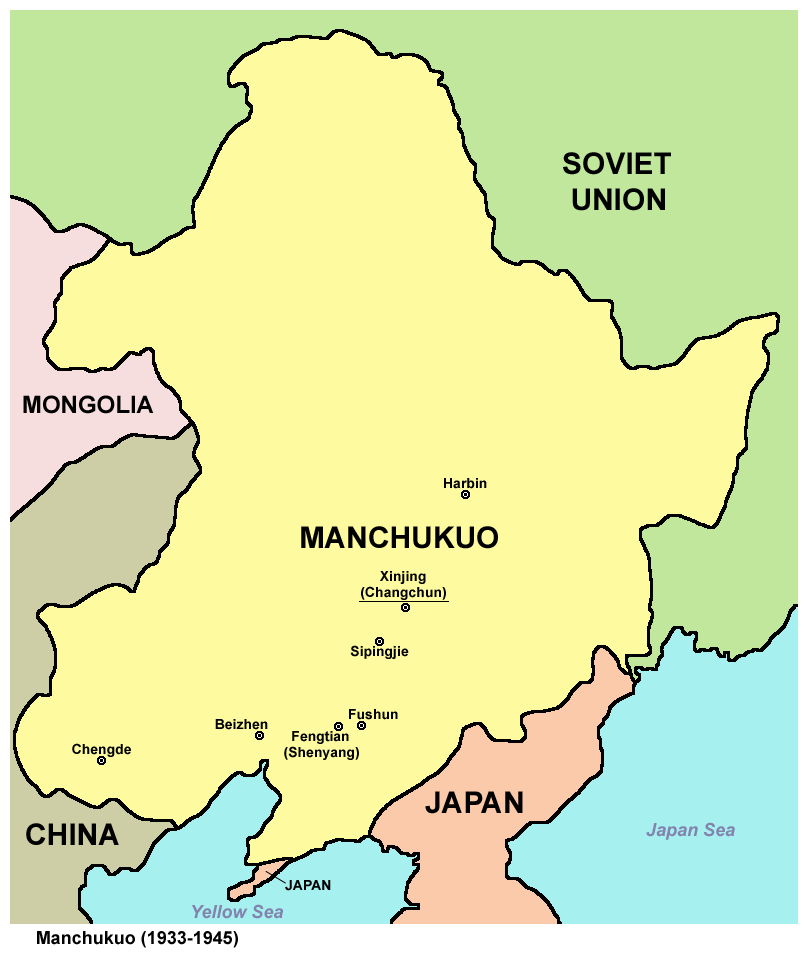
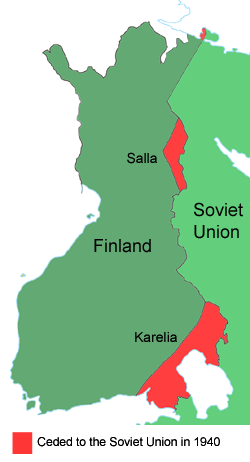

- Mandžukuo (od 1939)
- Dánsko (od 1941)
- Finsko (od 1941)
- Španělsko (od 1939)

## Charakteristika
Spojenectví Osy bylo velice proměnlivé, je těžké charakterizovat všechny jeho členy a pevnost vzájemných spojeneckých svazků. Lze sice tvrdit, že Osa za druhé světové války bojovala proti Spojencům (tj. USA, Spojené království, Francie, SSSR, Polsko a další), ale i to je problematické, neboť například Finsko válčilo na straně Osy pouze proti Sovětskému svazu, zatímco samotný SSSR byl až do června roku 1941 spojencem Německa (i přes existenci Paktu proti Kominterně) a tyto dva státy společně napadly v roce 1939 Polsko. Dalším problémem Osy byla skutečnost, že (na rozdíl od Spojenců) státy tohoto paktu neměly žádný společný plán, jak dosáhnout svých cílů. V podstatě se dá říct, že v Ose byly 3 bloky: Německo a spojenci, Itálie a Japonsko. To vedlo k nedostatečné spolupráci.
Osa byla během druhé světové války poražena. Itálie podepsala se Spojenci příměří v září 1943, Německo bezpodmínečně kapitulovalo v květnu 1945 a Japonsko bylo donuceno ke kapitulaci v září 1945.